# Premiership Rugby 2004-2005
Premiership Rugby 2004-05 fu il 18º campionato nazionale inglese di rugby a 15 di prima divisione.
Si tenne dal 4 settembre 2004 al 14 maggio 2005 tra 12 squadre, che si incontrarono nella stagione regolare a girone unico che designò le tre contendenti ai play-off per il titolo finale.
Per l'ultima edizione il torneo fu noto come Zurich Premiership a seguito di accordo di naming stipulato ad agosto 2000 con il gruppo assicurativo svizzero Zurich e in scadenza al termine del campionato; dalla successiva stagione il nuovo sponsor del campionato fu il birrificio irlandese Guinness.
Come nelle due passate stagioni, la capolista della stagione regolare (in tale occasione Leicester) attese in finale la vincente di un play-off di semifinale tra la seconda e la terza classificata; per la terza volta consecutiva la finale fu vinta dal London Wasps, al suo quinto titolo assoluto, che si impose per 39-14 su Leicester.
Tale vittoria sollevò nuovamente il dibattito circa l'efficacia di un sistema che premiava una squadra le cui migliori prestazioni si concentravano in due sole partite a fronte di un'altra che per venti incontri di lega mostrava regolarità; il tecnico degli Wasps Warren Gatland obiettò che chiunque ritenesse il capolista della stagione regolare più meritevole del titolo del vincitore dei play-off doveva metter giudizio, in quanto la vittoria in una fase a eliminazione, a suo avviso, significa saper vincere nel momento importante di un torneo, aspetto su cui il rugby inglese doveva lavorare per evitare di rimanere indietro.
A spegnere le polemiche provvedette Martin Johnson, capitano del Leicester alla sua ultima partita, che dopo l'incontro dichiarò che gli Wasps «meritarono la vittoria».
Nella stagione successiva, comunque, il sistema dei play-off cambiò completamente: a partecipare alla fase a eliminazione per il titolo sarebbero state le prime quattro squadre della classifica e le due finaliste avrebbero disputato quindi lo stesso numero di incontri.
Sorprendente fu, altresì, la retrocessione dell'Harlequins, storico club londinese tra i fondatori della Rugby Football Union nel 1871; a incidere pesantemente sul cammino degli Arlecchini furono gli otto incontri persi consecutivamente a inizio stagione, che lo costrinsero a lottare nelle retrovie per tutto il resto del campionato.
La Zurich Wildcard, competizione accessoria per assicurare l'ultimo posto utile in Heineken Cup 2005-06, si tenne tra la quinta, sesta, settima e nona classificata perché l'ottava, il Leeds Tykes, aveva nel frattempo vinto la Coppa d'Inghilterra, garantendosi così il posto automatico nella competizione, confermato dopo la salvezza in campionato, condizione necessaria per poter partecipare alle attività continentali di club.
Il play-off per la wildcard fu vinto dal Saracens, vincitore in finale su Gloucester.
Il valore delle marcature, come stabilito dall’IRFB nel 1992, era: 5 punti per ciascuna meta (7 se trasformata), 3 punti per la realizzazione di ciascun calcio piazzato, idem per il drop.

## Squadre partecipanti
- Bath
- Gloucester
- Harlequins (Londra)
- Leeds Tykes
- Leicester
- London Irish (Londra)
- London Wasps (Londra)
- Newcastle (Newcastle upon Tyne)
- Northampton
- Sale Sharks (Sale)
- Saracens (Londra)
- Worcester

## Stagione regolare

### Risultati
|            | 1ª giornata               |       |
| ---------- | ------------------------- | ----- |
| 4-9-2004   | London Irish – Harlequins | 12-18 |
| 4-9-2004   | Northampton – Bath        | 29-14 |
| 4-9-2004   | Saracens – Wasps          | 13-11 |
| 5-9-2004   | Sale Sharks – Leicester   | 26-19 |
| 5-9-2004   | Leeds – Gloucester        | 16-21 |
| 5-9-2004   | Worcester – Newcastle     | 9-30  |
|            |                           |       |
|            | 4ª giornata               |       |
| 24-9-2004  | Sale Sharks – Worcester   | 57-3  |
| 25-9-2004  | Gloucester – Newcastle    | 31-17 |
| 25-9-2004  | Leicester – Northampton   | 32-13 |
| 25-9-2004  | Harlequins – Bath         | 10-18 |
| 26-9-2004  | Wasps – London Irish      | 35-26 |
| 26-9-2004  | Saracens – Leeds          | 23-29 |
|            |                           |       |
|            | 7ª giornata               |       |
| 16-10-2004 | Worcester – Gloucester    | 13-18 |
| 16-10-2004 | Bath – Wasps              | 16-19 |
| 16-10-2004 | London Irish – Leeds      | 12-16 |
| 16-10-2004 | Harlequins – Leicester    | 9-15  |
| 16-10-2004 | Northampton – Sale Sharks | 6-23  |
| 17-10-2004 | Newcastle – Saracens      | 20-20 |
|            |                           |       |
|            | 10ª giornata              |       |
| 19-11-2004 | Leeds – Bath              | 28-30 |
| 19-11-2004 | Sale Sharks – Harlequins  | 13-19 |
| 20-11-2004 | Northampton – Worcester   | 6-17  |
| 21-11-2004 | London Irish – Newcastle  | 21-15 |
| 21-11-2004 | Wasps – Leicester         | 17-17 |
| 21-11-2004 | Saracens – Gloucester     | 14-9  |
|            |                           |       |
|            | 13ª giornata              |       |
| 1-1-2005   | Worcester – London Irish  | 16-6  |
| 1-1-2005   | Bath – Saracens           | 6-13  |
| 1-1-2005   | Northampton – Leeds       | 18-9  |
| 2-1-2005   | Newcastle – Sale Sharks   | 30-29 |
| 2-1-2005   | Harlequins – Wasps        | 15-27 |
| 2-1-2005   | Gloucester – Leicester    | 13-28 |
|            |                           |       |
|            | 16ª giornata              |       |
| 18-2-2005  | Sale Sharks – Leeds       | 19-10 |
| 19-2-2005  | Harlequins – Worcester    | 9-15  |
| 19-2-2005  | Gloucester – Bath         | 17-16 |
| 19-2-2005  | Leicester – Newcastle     | 83-10 |
| 20-2-2005  | Wasps – Northampton       | 39-9  |
| 20-2-2005  | Saracens – London Irish   | 12-30 |
|            |                           |       |
|            | 19ª giornata              |       |
| 25-3-2005  | Sale Sharks – Wasps       | 25-27 |
| 26-3-2005  | Worcester – Saracens      | 18-19 |
| 26-3-2005  | Northampton – Harlequins  | 22-20 |
| 26-3-2005  | London Irish – Gloucester | 12-13 |
| 27-3-2005  | Leeds – Leicester         | 23-22 |
| 27-3-2005  | Newcastle – Bath          | 5-9   |
|            |                           |       |
|            | 22ª giornata              |       |
| 30-4-2005  | Bath – Leeds              | 6-10  |
| 30-4-2005  | Gloucester – Saracens     | 13-14 |
| 30-4-2005  | Leicester – Wasps         | 45-10 |
| 30-4-2005  | Harlequins – Sale Sharks  | 22-23 |
| 30-4-2005  | Newcastle – London Irish  | 23-16 |
| 30-4-2005  | Worcester – Northampton   | 21-19 |

|            | 2ª giornata               |       |
| ---------- | ------------------------- | ----- |
| 11-9-2004  | Bath – Newcastle          | 18-33 |
| 11-9-2004  | Wasps – Sale Sharks       | 30-33 |
| 11-9-2004  | Gloucester – London Irish | 23-16 |
| 11-9-2004  | Leicester – Leeds         | 42-20 |
| 11-9-2004  | Harlequins – Northampton  | 13-45 |
| 12-9-2004  | Saracens – Worcester      | 16-10 |
|            |                           |       |
|            | 5ª giornata               |       |
| 2-10-2004  | Worcester – Harlequins    | 33-7  |
| 2-10-2004  | Bath – Gloucester         | 29-14 |
| 2-10-2004  | Newcastle – Leicester     | 15-44 |
| 2-10-2004  | Northampton – Wasps       | 9-10  |
| 3-10-2004  | Leeds – Sale Sharks       | 11-14 |
| 3-10-2004  | London Irish – Saracens   | 20-3  |
|            |                           |       |
|            | 8ª giornata               |       |
| 5-11-2004  | Sale Sharks – Newcastle   | 39-25 |
| 5-11-2004  | Leeds – Northampton       | 26-21 |
| 5-11-2004  | Wasps – Harlequins        | 19-16 |
| 6-11-2004  | Leicester – Gloucester    | 28-13 |
| 6-11-2004  | Saracens – Bath           | 30-37 |
| 7-11-2004  | London Irish – Worcester  | 25-15 |
|            |                           |       |
|            | 11ª giornata              |       |
| 26-11-2004 | Gloucester – Sale Sharks  | 24-14 |
| 26-11-2004 | Worcester – Wasps         | 27-24 |
| 27-11-2004 | Leicester – Saracens      | 21-9  |
| 28-11-2004 | Bath – London Irish       | 27-15 |
| 28-11-2004 | Newcastle – Northampton   | 27-16 |
| 28-11-2004 | Harlequins – Leeds        | 31-17 |
|            |                           |       |
|            | 14ª giornata              |       |
| 28-1-2005  | Saracens – Newcastle      | 32-13 |
| 28-1-2005  | Leeds – London Irish      | 16-5  |
| 29-1-2005  | Sale Sharks – Northampton | 37-24 |
| 29-1-2005  | Gloucester – Worcester    | 28-16 |
| 29-1-2005  | Leicester – Harlequins    | 32-17 |
| 29-1-2005  | Wasps – Bath              | 9-12  |
|            |                           |       |
|            | 17ª giornata              |       |
| 25-2-2005  | Leeds – Saracens          | 5-14  |
| 25-2-2005  | Worcester – Sale Sharks   | 23-10 |
| 26-2-2005  | Bath – Harlequins         | 15-17 |
| 26-2-2005  | Northampton – Leicester   | 26-11 |
| 27-2-2005  | London Irish – Wasps      | 19-33 |
| 27-2-2005  | Newcastle – Gloucester    | 27-27 |
|            |                           |       |
|            | 20ª giornata              |       |
| 9-4-2005   | Bath – Northampton        | 30-12 |
| 9-4-2005   | Gloucester – Leeds        | 15-33 |
| 9-4-2005   | Leicester – Sale Sharks   | 45-15 |
| 9-4-2005   | Harlequins – London Irish | 20-25 |
| 10-4-2005  | Wasps – Saracens          | 45-24 |
| 10-4-2005  | Newcastle – Worcester     | 16-21 |

|            | 3ª giornata                |       |
| ---------- | -------------------------- | ----- |
| 17-9-2004  | Sale Sharks – Saracens     | 25-15 |
| 18-9-2004  | Worcester – Bath           | 22-26 |
| 18-9-2004  | Northampton – Gloucester   | 12-18 |
| 19-9-2004  | London Irish – Leicester   | 22-39 |
| 19-9-2004  | Newcastle – Harlequins     | 22-21 |
| 19-9-2004  | Leeds – Wasps              | 9-13  |
|            |                            |       |
|            | 6ª giornata                |       |
| 8-10-2004  | Sale Sharks – London Irish | 16-17 |
| 9-10-2004  | Leicester – Bath           | 16-16 |
| 9-10-2004  | Gloucester – Harlequins    | 29-23 |
| 10-10-2004 | Leeds – Worcester          | 24-19 |
| 10-10-2004 | Wasps – Newcastle          | 43-29 |
| 10-10-2004 | Saracens – Northampton     | 23-12 |
|            |                            |       |
|            | 9ª giornata                |       |
| 12-11-2004 | Gloucester – Wasps         | 17-27 |
| 12-11-2004 | Harlequins – Saracens      | 40-10 |
| 13-11-2004 | Bath – Sale Sharks         | 27-13 |
| 13-11-2004 | Northampton – London Irish | 20-21 |
| 13-11-2004 | Worcester – Leicester      | 11-38 |
| 14-11-2004 | Newcastle – Leeds          | 29-16 |
|            |                            |       |
|            | 12ª giornata               |       |
| 26-12-2004 | Saracens – Harlequins      | 8-8   |
| 27-12-2004 | Leeds – Newcastle          | 11-15 |
| 27-12-2004 | Leicester – Worcester      | 50-7  |
| 27-12-2004 | London Irish – Northampton | 21-22 |
| 27-12-2004 | Wasps – Gloucester         | 33-20 |
| 27-12-2004 | Sale Sharks – Bath         | 19-10 |
|            |                            |       |
|            | 15ª giornata               |       |
| 4-2-2005   | Worcester – Leeds          | 22-15 |
| 5-2-2005   | Harlequins – Gloucester    | 38-9  |
| 5-2-2005   | Northampton – Saracens     | 20-21 |
| 5-2-2005   | Bath – Leicester           | 6-6   |
| 6-2-2005   | Newcastle – Wasps          | 29-28 |
| 6-2-2005   | London Irish – Sale Sharks | 6-9   |
|            |                            |       |
|            | 18ª giornata               |       |
| 11-3-2005  | Leicester – London Irish   | 15-6  |
| 12-3-2005  | Bath – Worcester           | 18-10 |
| 12-3-2005  | Gloucester – Northampton   | 18-26 |
| 13-3-2005  | Harlequins – Newcastle     | 39-23 |
| 13-3-2005  | Wasps – Leeds              | 30-15 |
| 13-3-2005  | Saracens – Sale Sharks     | 32-19 |
|            |                            |       |
|            | 21ª giornata               |       |
| 15-4-2005  | Northampton – Newcastle    | 23-22 |
| 15-4-2005  | Sale Sharks – Gloucester   | 35-17 |
| 17-4-2005  | Wasps – Worcester          | 32-17 |
| 17-4-2005  | Saracens – Leicester       | 19-17 |
| 24-4-2005  | London Irish – Bath        | 19-21 |
| 26-4-2005  | Leeds – Harlequins         | 21-10 |

### Classifica
| Pos | Squadra      | G  | V  | N | P  | PF  | PS  | DP   | BMP | Pt |
| --- | ------------ | -- | -- | - | -- | --- | --- | ---- | --- | -- |
| 1   | Leicester    | 22 | 15 | 3 | 4  | 665 | 323 | +342 | 12  | 78 |
| 2   | London Wasps | 22 | 15 | 1 | 6  | 561 | 442 | +119 | 11  | 73 |
| 3   | Sale Sharks  | 22 | 13 | 0 | 9  | 513 | 442 | +71  | 8   | 60 |
| 4   | Bath         | 22 | 12 | 2 | 8  | 407 | 366 | +41  | 6   | 58 |
| 5   | Saracens     | 22 | 12 | 2 | 8  | 384 | 428 | −44  | 5   | 57 |
| 6   | Gloucester   | 22 | 10 | 1 | 11 | 407 | 487 | −80  | 5   | 47 |
| 7   | Newcastle    | 22 | 9  | 2 | 11 | 475 | 596 | −121 | 7   | 47 |
| 8   | Leeds Tykes  | 22 | 9  | 0 | 13 | 380 | 431 | −51  | 7   | 43 |
| 9   | Worcester    | 22 | 9  | 0 | 13 | 365 | 493 | −128 | 6   | 42 |
| 10  | London Irish | 22 | 8  | 0 | 14 | 378 | 421 | −43  | 8   | 40 |
| 11  | Northampton  | 22 | 8  | 0 | 14 | 410 | 473 | −63  | 8   | 40 |
| 12  | Harlequins   | 22 | 6  | 1 | 15 | 416 | 459 | −43  | 12  | 38 |

## Play-off
|  | Semifinale | Semifinale   | Semifinale   |              |           | Finale    | Finale | Finale |  |
|  |            |              |              |              |           |           |        |        |  |
|  | 2          | London Wasps | 43           |              |           |           |        |        |  |
|  | 2          | London Wasps | 43           |              |           |           |        |        |  |
|  | 3          | Sale Sharks  | 22           |              |           |           |        |        |  |
|  | 3          | Sale Sharks  | 22           |              | Leicester | Leicester | 14     |        |  |
|  |            |              |              |              | Leicester | Leicester | 14     |        |  |
|  |            |              | London Wasps | London Wasps | 39        |           |        |        |  |

### Semifinale
| Arbitro: | Dave Pearson (Northumberland) |

|                            |      |                         |
| Erinle Lewsey T. Rees Shaw | mt   | Chabal Cueto Ja. White  |
| v. Gisbergen (4)           | tr   | C. Hodgson Wigglesworth |
| v. Gisbergen (4)           | c.p. | C. Hodgson              |
| King                       | drop |                         |

### Finale
| Arbitro: | Chris White (Cheltenham) |

| |              | |
| Bemand 77’ | mt           | 4’ Voyce 70’ v. Gisbergen 79’ Hoadley |
| | tr           | 4’, 70’, 79’ v. Gisbergen |
| An. Goode 13’, 27’, 50’ | c.p.         | 1’, 30’, 35’, 42’, 74’ v. Gisbergen |
| | drop         | 7’ King |
| · 69’ Vesty · G. Murphy · O. Smith · Gibson · 51’ L. Lloyd · An. Goode · 19’ Ellis · 41’ D. Morris · 75’ Chuter · Ju. White · M. Johnson · 75’ Kay · 41’ Deacon · Back · Corry | Formazioni   | · v. Gisbergen · Sackey · Erinle · Lewsey · Voyce 77’ · King · Dawson 77’ · Payne 72’ · Greening 72’ · W. Green · Shaw · Birkett · Hart 77’ · Worsley 77’ · Dallaglio |
| · 19’ Bemand · 41’ Moody · 41’ Rowntree · 51’ Healey · 68’ A. Tuilagi · 75’ Buckland · 75’ W. Johnson                                                                          | Sostituzioni | · Leota 72’ · Dowd 72’ · J. Brooks 77’ · Fury 77’ · Hoadley 77’ · Lock 77’ · Purdy 77’                                                                                |
| John Wells | Allenatori   | Warren Gatland |

## Zurich wildcard
|  | Semifinali | Semifinali | Semifinali |            |          | Finale Wildcard | Finale Wildcard | Finale Wildcard |  |
|  |            |            |            |            |          |                 |                 |                 |  |
|  | 5          | Saracens   | 28         |            |          |                 |                 |                 |  |
|  | 5          | Saracens   | 28         |            |          |                 |                 |                 |  |
|  | 9          | Worcester  | 10         |            |          |                 |                 |                 |  |
|  | 9          | Worcester  | 10         |            | Saracens | Saracens        | 24              |                 |  |
|  |            |            |            |            | Saracens | Saracens        | 24              |                 |  |
|  |            |            | Gloucester | Gloucester | 16       |                 |                 |                 |  |
|  | 6          | Gloucester | Gloucester | Gloucester | 16       | 23              |                 |                 |  |
|  | 6          | Gloucester |            |            |          |                 |                 |                 |  |
|  | 7          | Newcastle  | 16         |            |          |                 |                 |                 |  |

### Semifinali
| Arbitro: | Steve Lander (Liverpool) |

|                               |      |       |
| Sorrell Fullarton B. Johnston | mt   | Hayes |
| Jackson (2)                   | tr   | Hayes |
| N. Little (2) Jackson         | c.p. | Hayes |

| Arbitro: | Tony Spreadbury (Bath) |

|                       |      |               |
| Forrester (2) Balding | mt   | Burke         |
| McRae                 | tr   | Wilkinson     |
| McRae (2)             | c.p. | Wilkinson (3) |

### Finale wildcard
| Arbitro: | Tony Spreadbury (Bath) |

|                         |      |                   |
| Vyvyan Johnston Vaikona | mt   | B. Davies Eustace |
| Jackson (3)             | tr   |                   |
| Jackson                 | c.p. | Mcrae (2)         |

## Verdetti
- London Wasps: Campione d'Inghilterra.
- London Wasps, Leicester, Sale Sharks, Bath, Saracens: qualificate alla Heineken Cup 2005-06[7]
- Gloucester, Newcastle, Worcester, London Irish, Northampton: qualificate alla Challenge Cup 2004-05[8]
- Harlequins: retrocessa in National Division One 2005-06.